# Остриківська сільська громада
Остриківська сільська об'єднана територіальна громада — колишня об'єднана територіальна громада в Україні, в Токмацькому районі Запорізької області. Адміністративний центр — село Остриківка.
Площа громади —  км², населення —  мешканців (2020).
Утворена 8 липня 2016 року шляхом об'єднання Остриківської та Очеретуватської сільських рад Токмацького району.
12 червня 2020 року, відповідно до розпорядження Кабінету Міністрів України № 713-р «Про визначення адміністративних центрів та затвердження територій територіальних громад Запорізької області», була ліквідована шляхом приєднання до Токмацької міської громади.

## Населені пункти
До складу громади входять 9 сіл:
| Населений пункт | Населення, осіб (2001) |
| --------------- | ---------------------- |
| Остриківка      | 995                    |
| Іванівка        | 168                    |
| Лугівка         | 291                    |
| Снігурівка      | 324                    |
| Трудове         | 476                    |
| Урожайне        | 464                    |
| Фабричне        | 151                    |
| Очеретувате     | 658                    |
| Скелювате       | 216                    |